# Haploeax cinerea
Haploeax cinerea là một loài bọ cánh cứng trong họ Cerambycidae.